# ユリョ・アウクスティ・ワリン

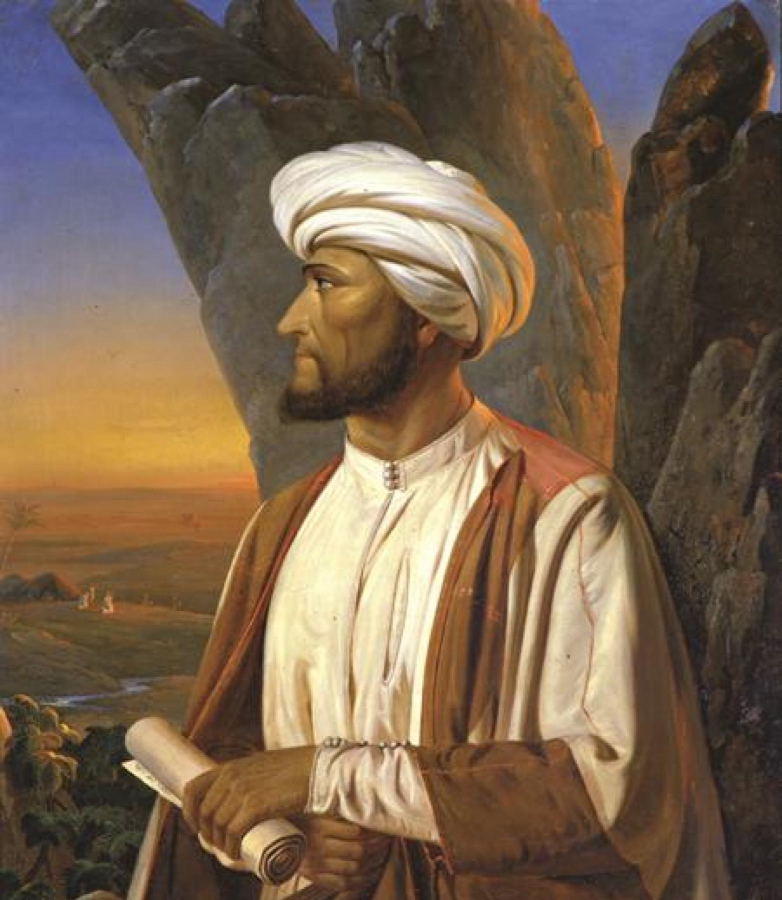
ユリョ・アウクスティ・ワリン

ユリョ・アウクスティ・ワリン（Yrjö Aukusti Wallin、1811年10月24日 - 1852年10月23日）は、フィンランドのオリエンタリスト（東洋学者）、探検家、教授で、特に1840年代における中東旅行で知られる。英語圏ではジョージ・オーガスト・ウォリン (George August Wallin)、ドイツ語圏などではゲオルク・アウグスト・ヴァリン (Georg August Wallin)、アラビア語圏ではアブド・アル＝ワリ (Abd al-Wali) として知られた。

## 生涯
ワリンは、1811年にバルト海のオーランド諸島の首府スンドに生まれt。1829年にヘルシンキ大学に入学して東洋言語学を専攻し、1836年には修士号（M.A.）を得た。続いて、大学図書館で司書として働きながら、アラビア語とペルシア語についての博士論文を書いた。
1839年、彼はサンクトペテルブルクへ赴き、シェイク・ムハンマド・アイイド・アル＝タンターウィー (Sheikh Muhammad Ayyad al-Tantawi) と会って、中東についての知識を深めた。初めて中東の現地を訪れたのは、1843年のことであった。
ワリンは、現地に赴く際には、調査対象とより親密になるため、ムスリムを自称し、アブド・アル＝ワリと名乗っていた。多くの人々が、彼がイスラム教に改宗したものと思っていたが、それを実証する証拠は何もなく、すくなくとも日記や書簡類には改宗したと思わせるような記述は見当たらない。ヘルシンキのヒエタニエミ墓地にある彼の墓には、彼のアラビア語の名が刻まれ、その上には、アラビア文字が配されている。彼の墓は、キリスト教会の区画に位置している。
彼は1845年に、イスラム教徒以外は立ち入りが認められていなかったメッカを訪れた。1846年から1848年にかけては、パレスチナやペルシアを訪れた。彼はこの時期に、イスラム教に改宗したのかもしれないが、書き残された内容には、信仰に対する懐疑が示唆されている。
1850年、ワリンはヨーロッパへ戻り、イギリスの王立地理学会から『Notes taken during a Journey through part of Northern Arabia』（北部アラビアの旅行におけるノート）を出版した。1851年に博士論文を完成させると、ヘルシンキ大学で東洋言語学の教授に任命された。1951年には、ワリンの画期的な調査報告に対して、王立地理学会から金メダル（創立者メダル）が贈られた。
彼は、王立地理学会とロシア地理学会の両方から、再度の中東行きを求められたが、おそらくは健康上の懸念から、この申し出をいずれも断った。
彼は著作の中で、ヨーロッパ文化に抑圧性を覚えると述べ、「もはや自分は、ヨーロッパに馴染みきることはできない」とも述べている。原因は不詳であるが、ワリンは、フィンランドへの帰国後わずか3年、満41歳の誕生日の前日だった 1852年10月23日に、死去した。